# Carola af Wasa
Carola af Wasa eller Caroline af Wasa-Holsten-Gottorp (Caroline Friederike Franziska Stephanie Amelie Cäcilie, født 5. august 1833 i Kaiserstöckl ved Schönbrunn Slot i Wien, død 15. december 1907 i Dresden) var en tysk prinsesse af svensk og fransk afstamning. Hun blev Sachsens sidste dronning.

## Forældre
Carola af Wasa var datter af Louise Amelie af Baden og den tidligere svenske kronprins (senere tronprætendent) Gustav Gustavsson af Wasa og sønnedatter af kong Gustav 4. Adolf af Sverige (1778–1837) og Frederikke af Baden (1781–1826). (Frederikke var dronning af Sverige-Finland i 1797–1809). 
Carola af Wasa var datterdatter af storhertug Karl af Baden (1786–1818) og Stéphanie de Beauharnais (1789–1860) som var adoptivdatter af Napoleon Bonaparte).

## Dronning af Sachsen
I 1853 giftede Carola af Wasa sig med den sachsiske kronprins. I 1873–1902 var han konge under navnet Albert 1. af Sachsen, mens Carola var dronning. Ved Alberts død i 1902 blev Carola enkedronning. 
Albert og Carola fik ikke nogen børn. I 1902 gik tronen derfor ifølge den sachsiske arvefølge videre til Alberts lillebror, Georg af Sachsen (1832-1904). Prins Georg var blevet enkemand allerede i 1884. Friedrich August 3. af Sachsen, der blev konge i 1904, var blevet skilt, da han var kronprins i 1903.
Albert 1. af Sachsens to efterfølgere var ikke længere gifte, da de kom på tronen. Derfor blev Carola af Wasa den sidste dronning af Sachsen.
1. ↑  Navnet er anført på svensk og stammer fra Wikidata hvor navnet endnu ikke findes på dansk.